# Gynoplistia interrupta
Gynoplistia interrupta är en tvåvingeart som först beskrevs av John Obadiah Westwood 1835.  Gynoplistia interrupta ingår i släktet Gynoplistia och familjen småharkrankar. Inga underarter finns listade i Catalogue of Life.